# 特拉西美诺湖战役
特拉西美诺湖战役（Battle of Lake Trasimene）是羅馬共和國與迦太基共和國之第二次布匿战争中，汉尼拔进军意大利过程中的一次重大胜利，这次战役足以称得上是汉尼拔军事生涯中的一个杰作。在这场战役中，汉尼拔巧妙地运用迂回战术，包抄到罗马军队的背后，然后守株待兔，坐等敌人送上门来，最后全歼罗马三万主力军并击毙了敌方主帅。

## 起因
當羅馬人聽到提贝里乌斯·塞姆普罗尼乌斯·隆古斯在特拉比亞會戰被擊敗後，既驚訝又沮喪，於是他們立刻做計劃準備抵抗自北部的新威脅。塞姆普罗尼乌斯回到了羅馬，接著羅馬元老院將他廢除並在公元前217年選舉新的執政官。新的執政官是蓋烏斯·弗拉米尼、蓋烏斯·塞爾維利烏斯·格米努斯，在遭受威脅下，後者在元老院返回羅馬，並在非正式的情況下選上執政官。  被元老院任命替換普布利乌斯·科尔内利乌斯·西庇阿的塞爾維利烏斯接管了前者的軍隊，而弗拉米尼被任命帶領塞姆普罗尼乌斯的軍隊。這兩支軍隊都因为在特拉比亞的戰敗而減弱，另外則有四支新的羅馬軍團加入。這六支軍隊重新被分發到兩位新的執政官手上。 經過了提基努斯河會戰和特拉比亞會戰的挫敗之後，弗拉米尼的軍隊移防到南方的羅馬城。漢尼拔立刻開拔羅馬，快速行軍且很快就超前了羅馬軍隊。弗拉米尼被迫加快他的行軍的速度，以趕著在漢尼拔之前到達羅馬作。此外，塞爾維利烏斯的一支軍隊也加入到弗拉米尼的行列。
在這一戰役發生之前，漢尼拔藉由侵略蓋烏斯·弗拉米尼防守的地區，誘使弗拉米尼投入到一次的戰鬥裡。 波利比奧斯寫道漢尼拔預想過他可能要與弗拉米尼戰鬥，且"沒有辦法比他快離開費蘇拉附近，於是他在通往羅馬的捷徑中，製造了襲擊。弗拉米尼感到非常驚訝，而且被敵軍的謾罵所激怒；再者，他不願看到國家被侵略後，從每個方向看過去都是在冒煙。 在此同時，漢尼拔正試圖藉由羅馬共和國的無力保護，來說服那些羅馬盟邦加入到他這一邊。然而，弗拉米尼卻始終堅守在Arretium。由於無法將弗拉米尼激出陣營戰鬥，漢尼拔在敵方的左側面附近大膽地推進，並有效地切斷了弗拉米尼到羅馬之間的聯絡。(進而施行了從容的迂迴戰術)但是，弗拉米尼仍不願讓他的軍隊出戰。漢尼拔决定前進阿普利亞，希望弗拉米尼自行決定是否要趕來救援。
弗拉米尼在從越來越多的政治批評排山倒海而來和面對羅馬政治危機越來越嚴重的情況下，最後被迫前往對抗漢尼拔。弗拉米尼的個性和塞姆普罗尼乌斯一樣，既浮躁、過分自信又缺乏自我控制。 他的顧問建議他派些騎兵小隊去騷擾迦太基人以避免他們侵略到羅馬，弗拉米尼遲疑不決直到另一位執政官--塞爾維利烏斯和他的軍隊的到來。然而，這卻證明了不能輕易的與弗拉米尼爭論。蒂托·李維寫到「雖然其他人在會議中勸告安全比炫耀的重要，並敦請他等待另外一位執政政官的到來。他們也許還會凝聚團結的勇氣和給予忠告，但... 憤怒的弗拉米尼...卻已給出了開始戰鬥的指示。」

## 戰鬥

### 作戰部署

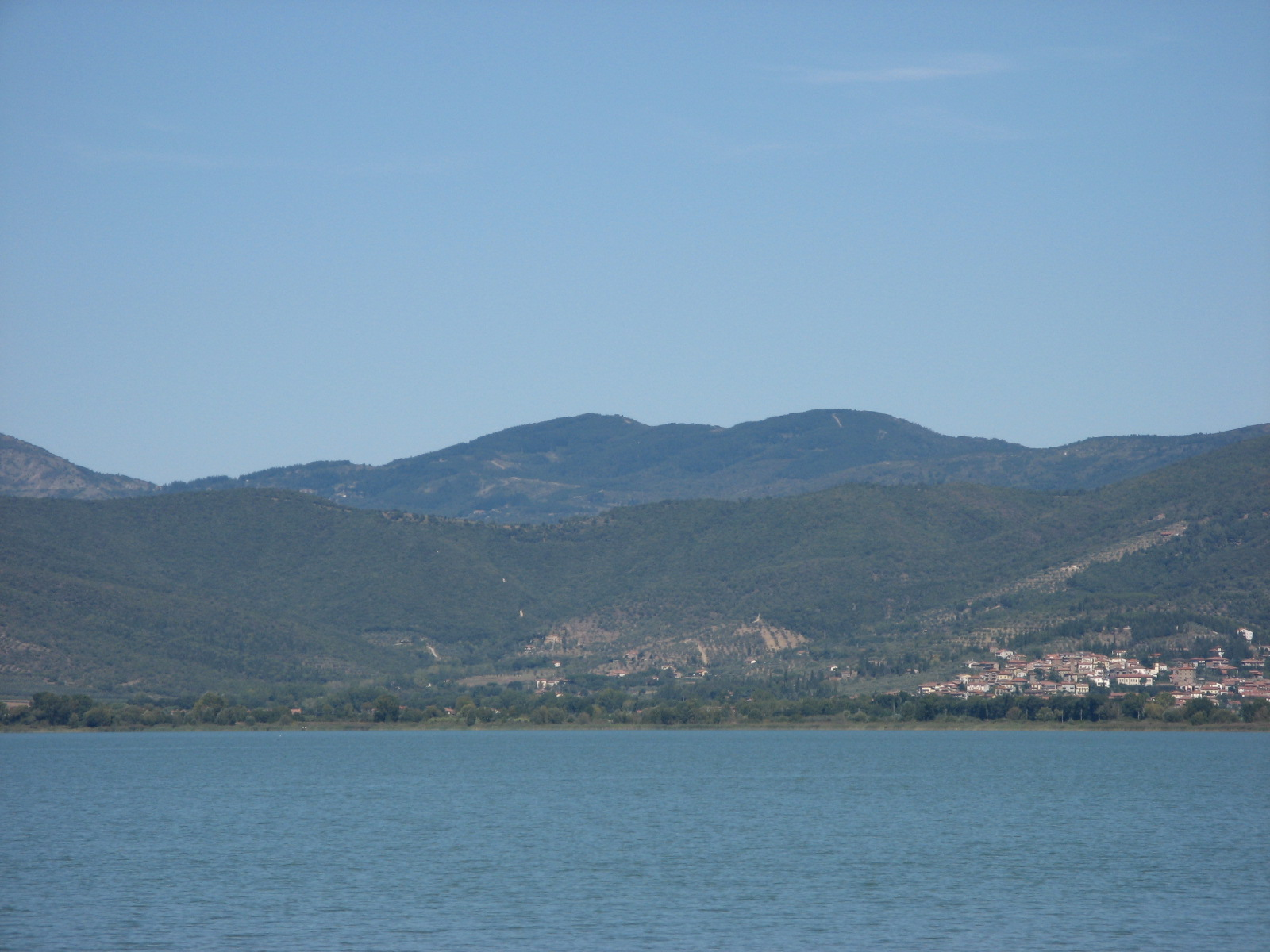
特拉西美诺湖，當年漢尼拔的軍隊沿著樹木茂密的土堆裡埋伏。

當漢尼拔通過特拉西美诺湖時，他發現這裡是很適合做埋伏之處，且他又聽到弗拉米尼殘餘的軍隊仍追趕著他，於是漢尼拔下令快速進行埋伏的準備。通往特拉西美诺湖北邊的路--馬爾帕斯路(Malpasso Road)--的周圍，是一連串樹木叢生的小山。沿著比鄰小山的河岸，漢尼拔命令他的軍隊在道路北方的狹路進行埋伏，並安排了吸引對方到來進行夜戰的先遣部隊。他安排他陣營中的重步兵（伊比利亞人、凱爾特人和阿非利加人）隱藏在較低的高度。而羅馬縱隊認為對方可能在這裡紮營下來的位置，就在他們埋伏位置的左側面。 在羅馬軍到來時，他在小山埋伏的騎兵和高盧人步兵，並沒有被羅馬人發現。因此他們能迅速地切斷去路，並阻擋了羅馬人的退路。然後漢尼拔派出他的輕步兵察看平原的情況，並命令不許出動攻擊直到信號發出再一併襲擊羅馬軍。另外，在戰鬥前一晚，漢尼拔安排了一些人在Tuoro小山點燃營火，以便讓遠觀的羅馬軍隊以為漢尼拔真的在此紮營。

### 影響

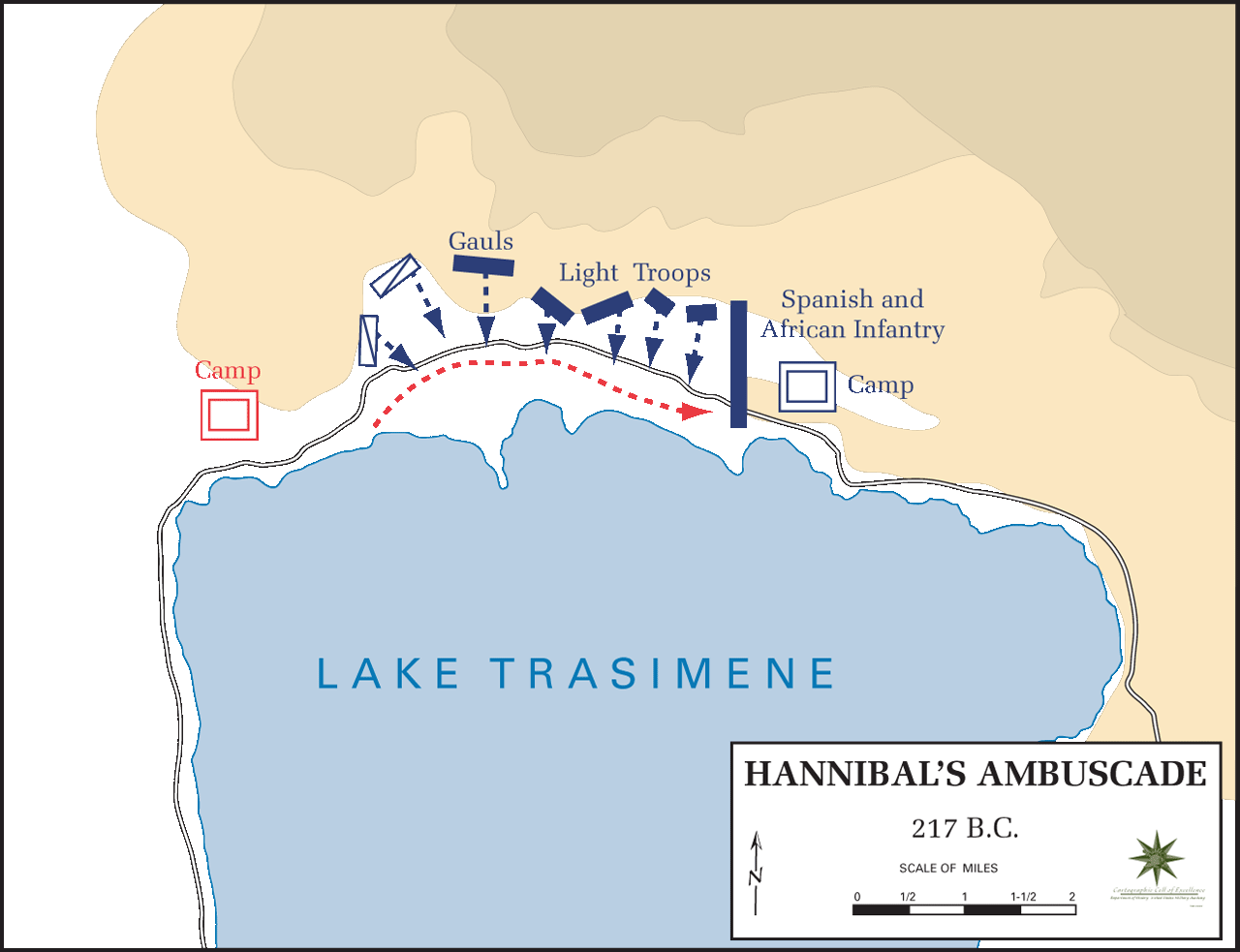
漢尼拔埋伏的軍隊攻擊羅馬軍，由美國陸軍軍官學校的歷史部門提供

隔天早晨，羅馬軍隊沿湖的北邊小路向東前進。弗拉米尼亟欲尋求戰鬥，於是他驅使部隊快速行進。漢尼拔看到此景象後立刻派出誘導的先鋒部隊阻擋弗拉米尼和他的軍隊的去路，以分散羅馬軍的注意力。等到羅馬人在進入有霧的森林裡，而退出到泥濘不堪的湖邊小道時，號角忽然響起，此時埋伏在樹林的軍隊一起殺出。
迦太基的騎兵和步兵他們埋伏的位置綿延了整座小山，不但封鎖了道路，更從三個方向攻擊沒料想到有埋伏的羅馬兵。在既驚訝又中了對方埋伏的情況下，羅馬人無法在短時間內排成羅馬軍團最擅長的隊形，被迫以行軍的隊形慌忙應戰。羅馬軍很快的就備切割成三個部份。最西邊由迦太基的騎兵攻擊並將迫使該部份軍隊退入湖中，此舉讓另外兩個部份的羅馬軍隊無法撤退。中間的部隊（包括弗拉米尼）守住了陣線，但在經過了三小時與漢尼拔的高盧兵激烈的戰鬥下，戰鬥力逐漸被縮減。
在不到四個小時後，羅馬軍就慘遭殲滅了。先鋒進行了小型的交戰，並且在他們後方的追兵越趕越近時，他們快速的擊破對方的防線並逃出了森林。大約只有6,000人逃過被屠殺的命運，可是在大霧瀰漫的情況下，第二天就被漢尼拔的騎兵隊長馬哈伯給俘虜了。李維和波利比奧斯都寫到假如俘虜能交出武器和盔甲，馬哈伯將允諾這些俘虜的安全（"和他們身上的衣服"），但是漢尼拔卻將他們賣入奴隸市場作為奴隸而違反了諾言。 死亡的三萬人之中，有一半以上不是戰死就是跳入湖中溺死 （這也包括了弗拉米尼被高盧人--杜卡拉斯所殺害）。 僅存的一萬人則想盡各種辦法以說服漢尼拔讓他們回到羅馬。根據李維（他援引了昆圖斯·費邊·皮克特這位目擊者的敘述。）的說法，漢尼拔大約損失了2,500人。其他人則宣稱迦太基和他的盟友總共的損失還不到1,500人（比率大約是一個迦太基人換二十個羅馬人）。但是羅馬人的災難尚未結束。在一兩天之內，一批在資深長官蓋烏斯·山塔尼烏斯領導下的4,000人援軍，完全被迦太基所殲滅。

## 後續發展

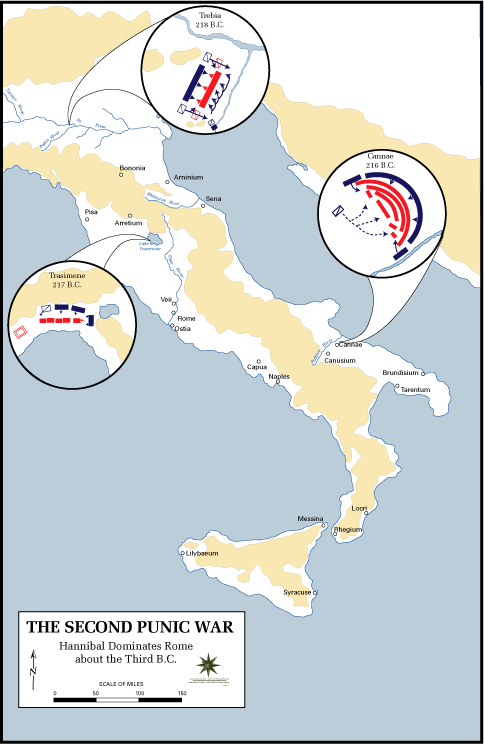
其他後續戰役，由美國陸軍軍官學校的歷史部門提供

漢尼拔又成就了一次完美的勝利，並导演了一場歷史上最激烈的殲滅戰。 當失敗的消息傳回羅馬時，造成了羅馬人的极大恐慌。昆圖斯·費邊·馬克西穆斯被羅馬會議選為獨裁官並採取了費邊戰術以避免不必要的衝突，只發動一些小型的騷擾來耗損侵略者，直到羅馬重建它過去的军事力量。漢尼拔一直在阿普利亞進行蹂躪，直到羅馬结束專政並選出保盧斯和瓦羅為新任執政官。這場會戰引發了日後羅馬人在第二次布匿戰爭中，輸得最慘的戰役--坎尼會戰。

## 註解
1. ↑  蒂托·李維, 羅馬史, XXI.64
2. ↑  李維, 羅馬史,21.63
3. ↑  波利比奧斯, 歷史, 3.82; See also 李維, 羅馬史, 22.3.
4. ↑   波利比奧斯, 歷史, 3.81-83; 李維, 羅馬史, 22.4.
5. ↑  波利比奧斯, 歷史, 3.80
6. ↑  李維, 羅馬史, 22.3
7. ↑  李維, 羅馬史, 22.4; 波利比奧斯, 歷史, 3.83
8. ↑  李維, 羅馬史, 22.6; 波利比奧斯, 歷史, 3.84-5.
9. ↑  李維, 羅馬史, 22.6; 波利比奧斯, 歷史, 3.84
10. ↑  李維, 羅馬史, 22.7
11. ↑  李維, 羅馬史 22.8; 波利比奧斯, 歷史 3.86
12. ↑  Basil Liddell Hart, Strategy:The Indirect Approach (New York; Penguin Group; 1967). p.

## 更多資料
- 圖解羅馬帝國
- 戰略家漢尼拔
- 戰爭論圖解

## 外部連結
- Livius.org: 特拉西梅諾湖（英文） （页面存档备份，存于）
- 特拉西梅諾湖戰役地圖（英文） by 強那森韋伯